# Liste des cours d'eau d'Eure-et-Loir
Pour un article plus général, voir Réseau hydrographique d'Eure-et-Loir.
Liste des fleuves, rivières et autres cours d'eau qui parcourent en partie ou en totalité le département d'Eure-et-Loir. Ce département a la particularité d'être sur deux agences de l'eau : Seine-Normandie et Loire-Bretagne.

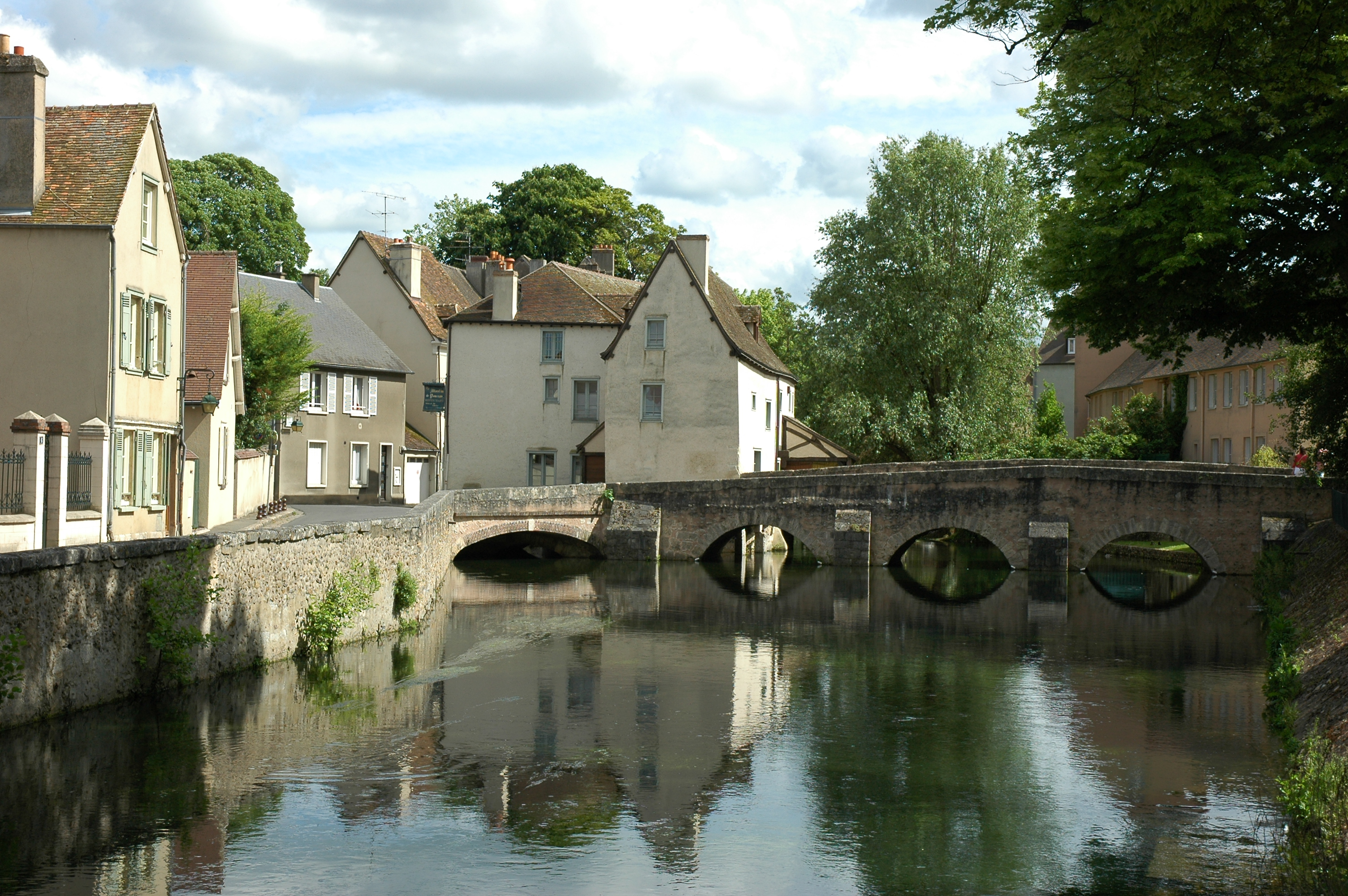
Les bords de l'Eure à Chartres.

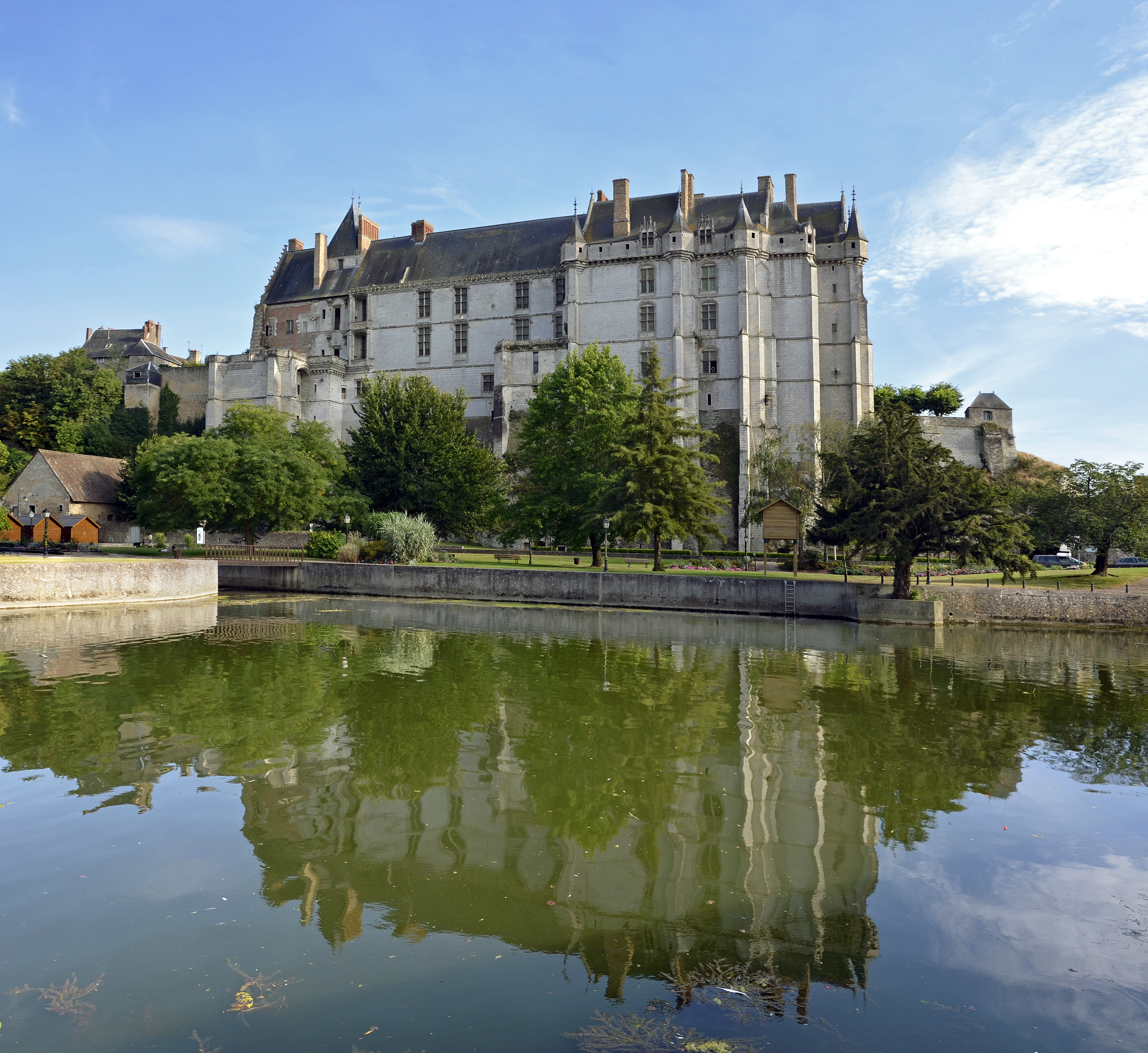
Le Loir au pied du château de Châteaudun.

## Listes

### Classement par ordre alphabétique

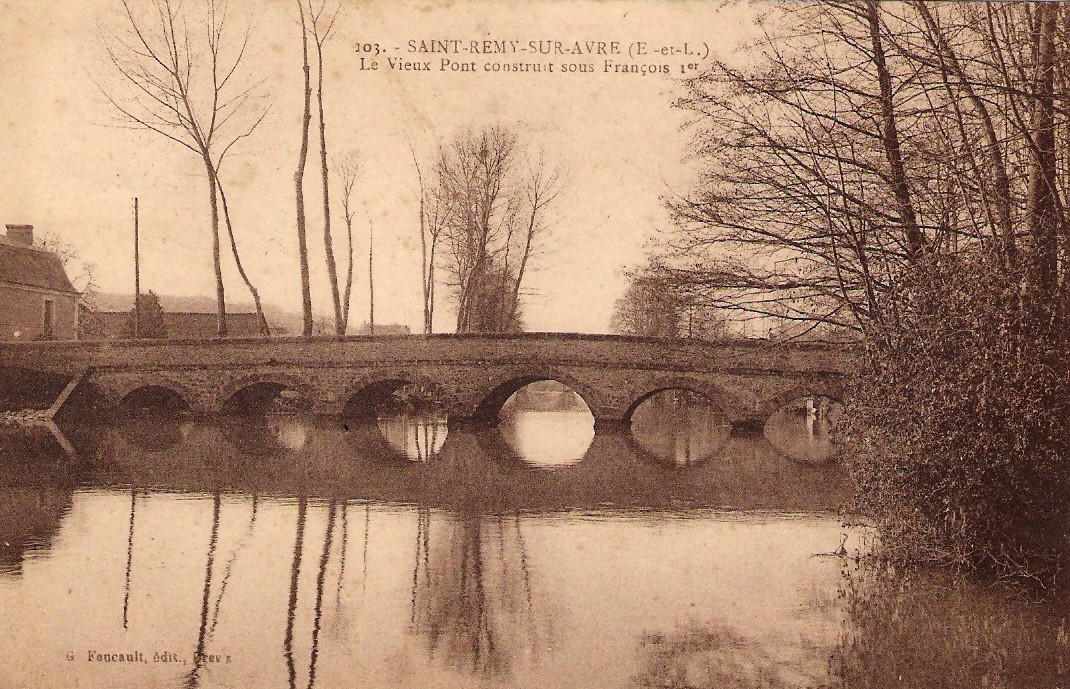
À Saint-Rémy-sur-Avre, le pont François 1er sur l'Avre.

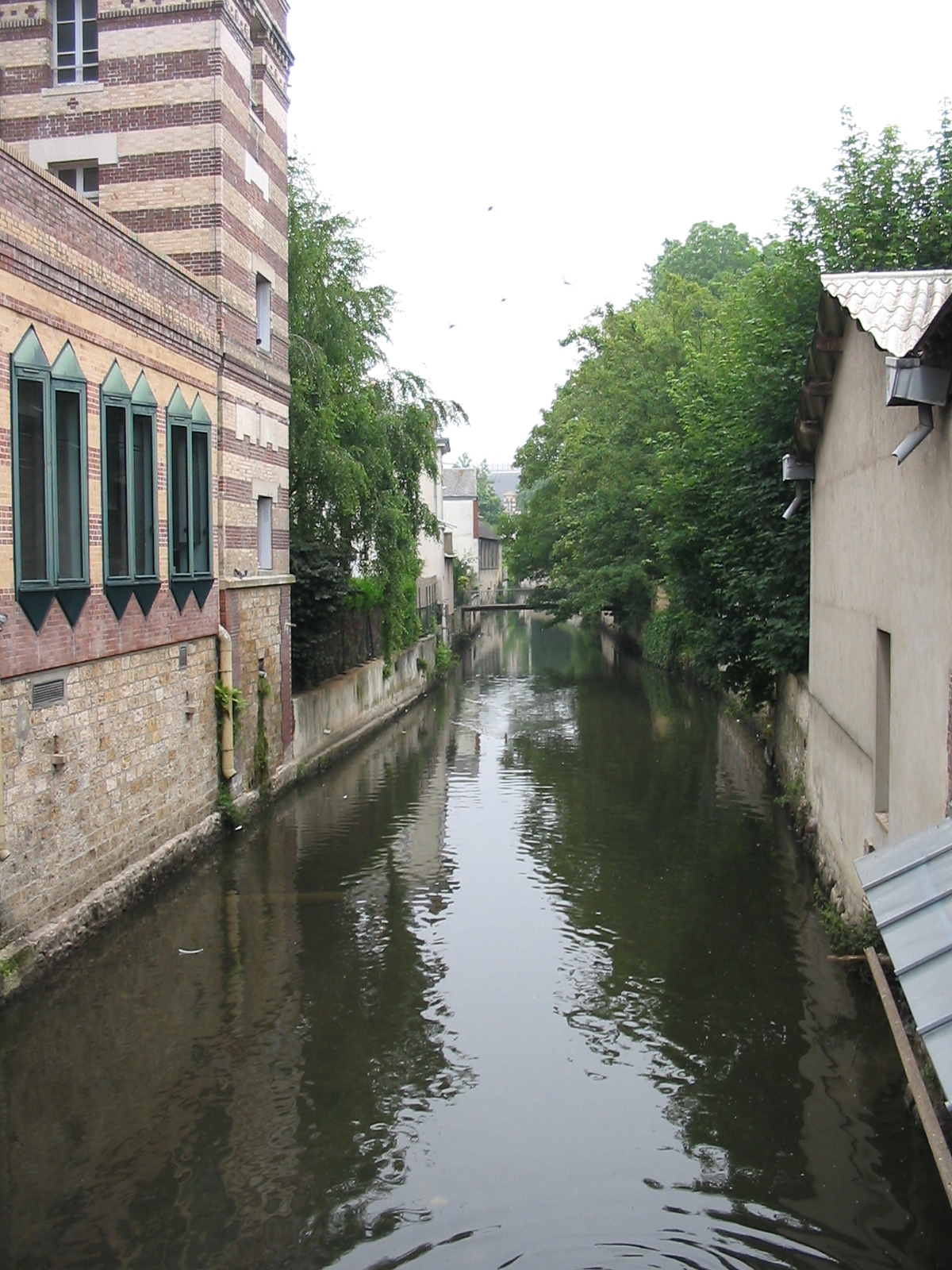
La Blaise à Dreux.

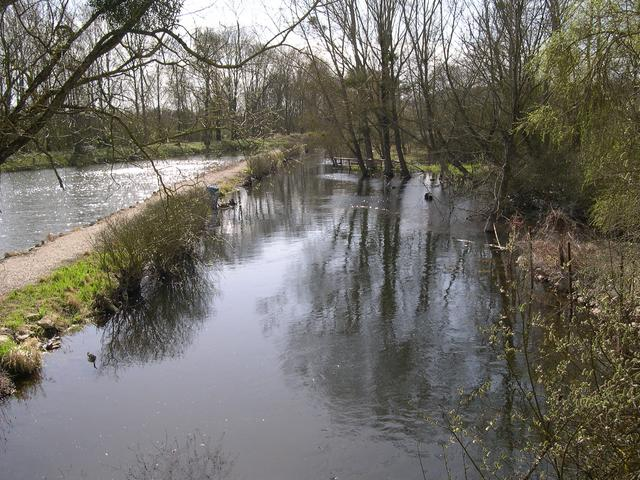
La Conie entre La Cheniardière et Nottonville.

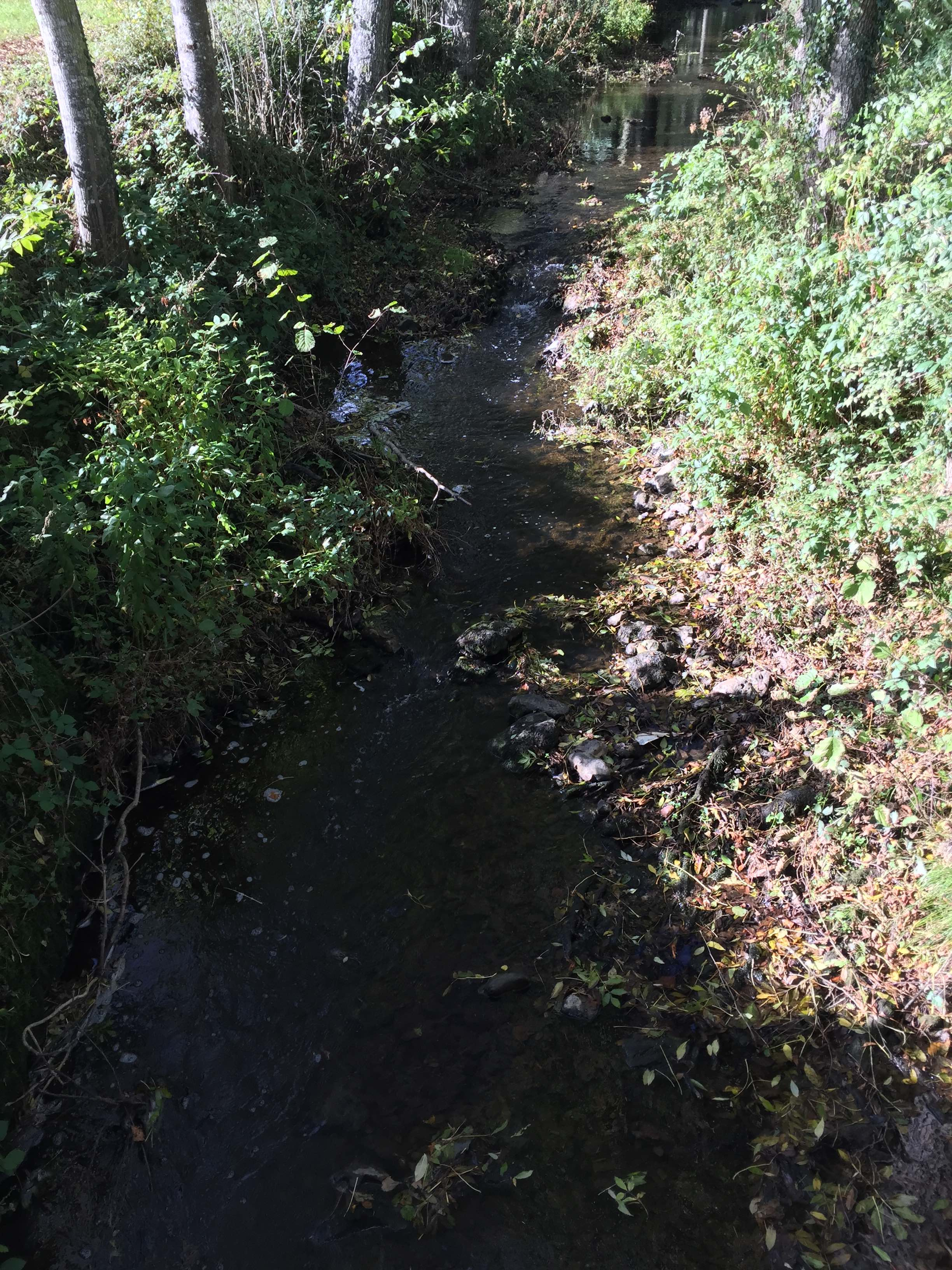
La Foussarde à Frazé en septembre 2017.

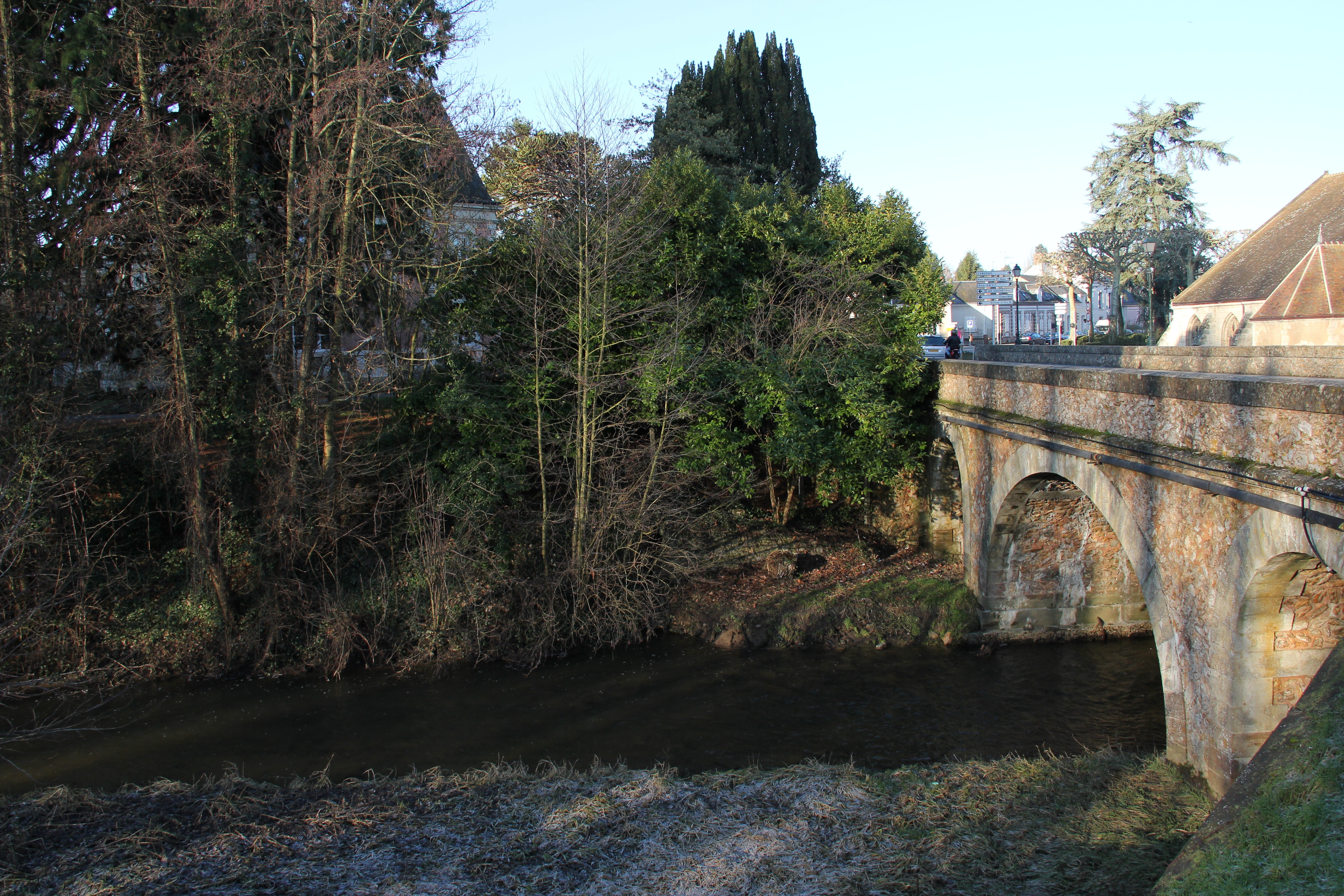
Le pont Saint-Hilaire sur l'Huisne à Nogent-le-Rotrou.

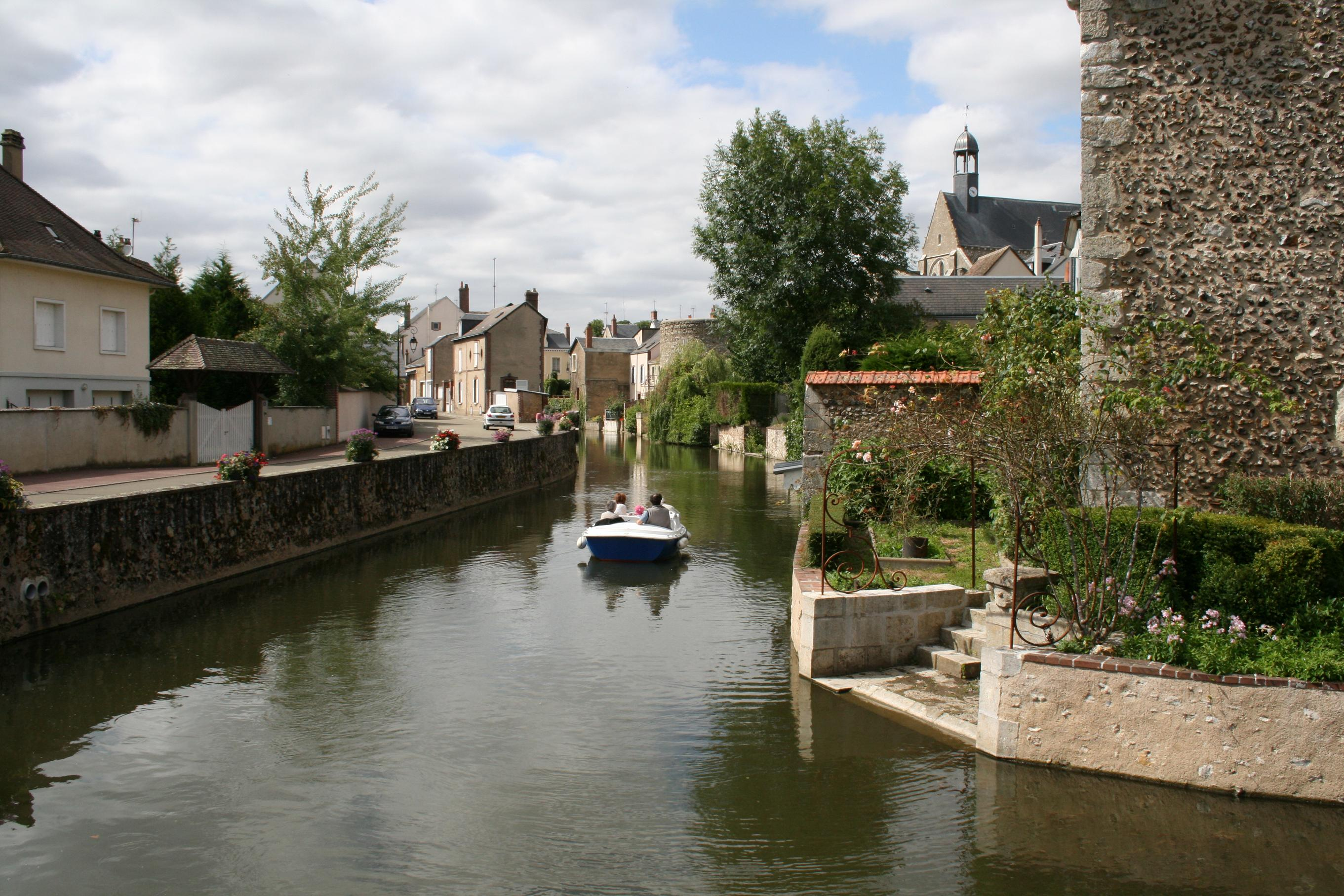
À Bonneval, des fossés remplis d'eau du Loir enserrent la ville

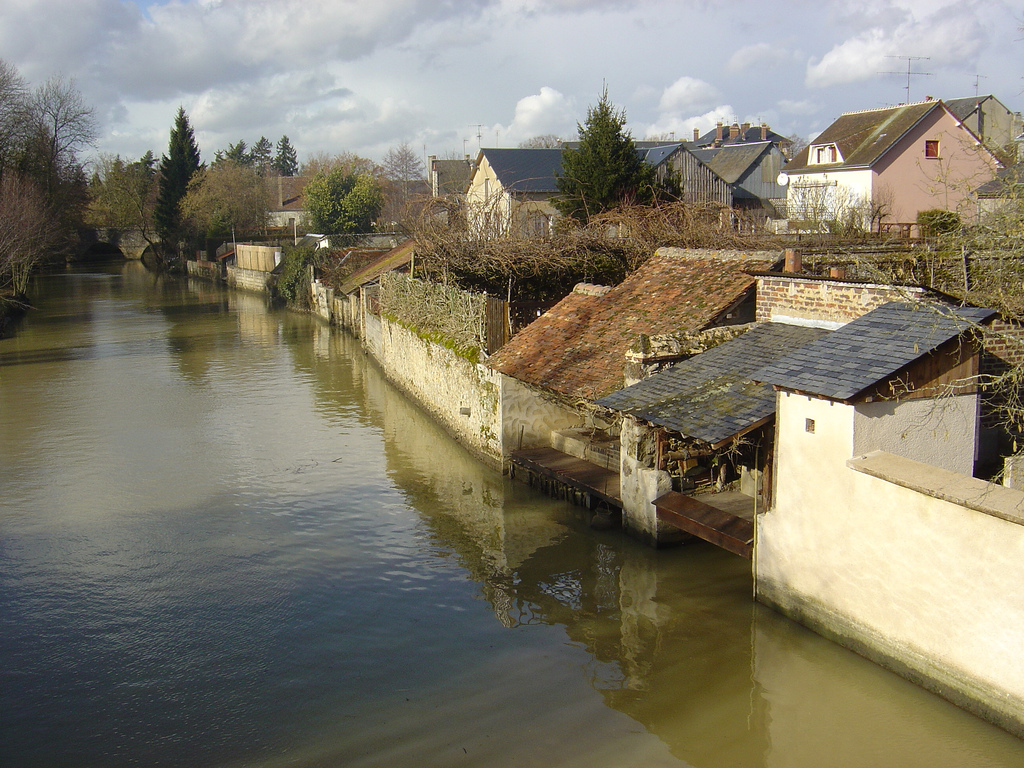
Les anciens lavoirs de Brou sur l'Ozanne.

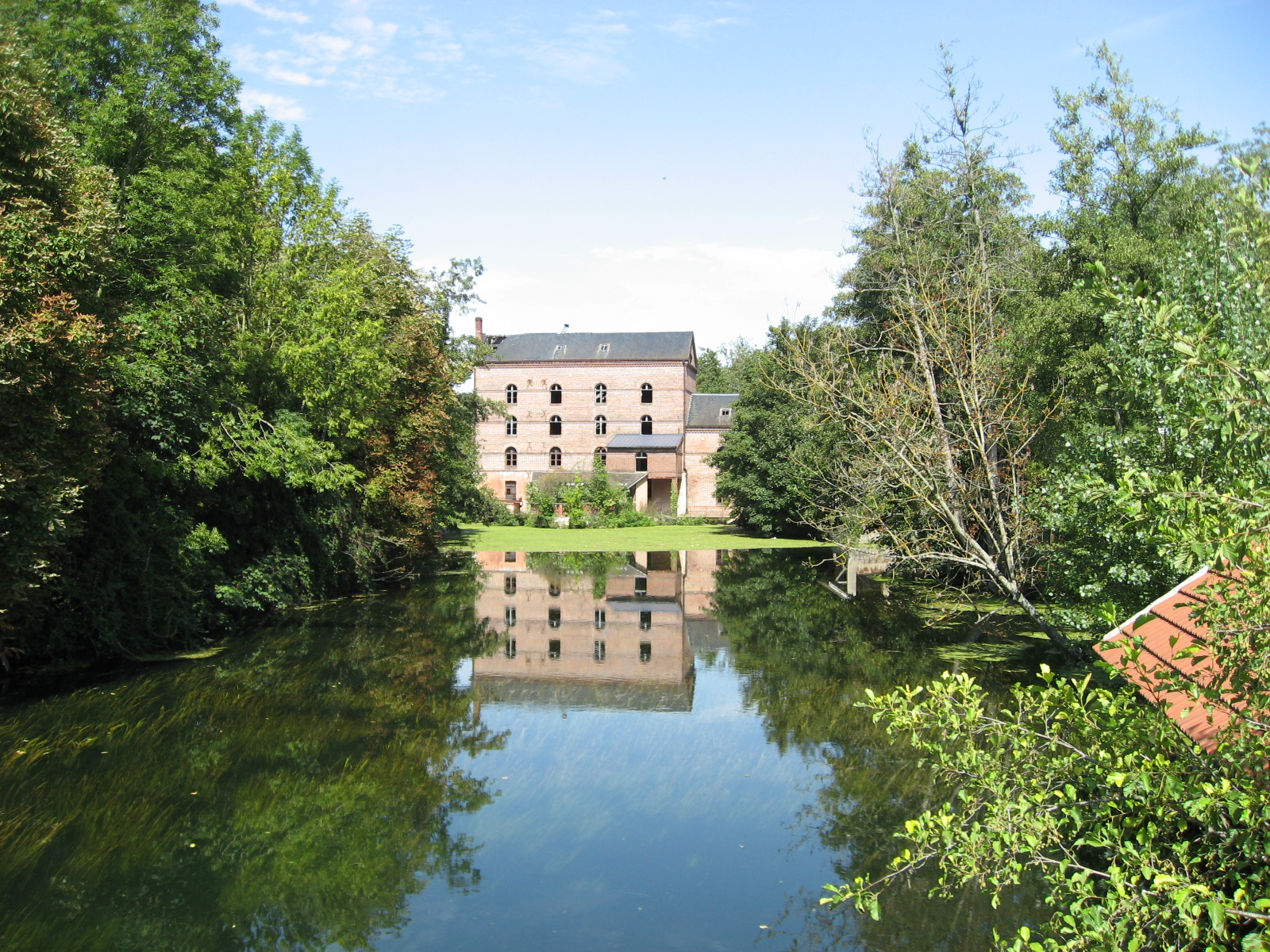
La Roguenette devant le moulin du plateau à Saint-Prest.

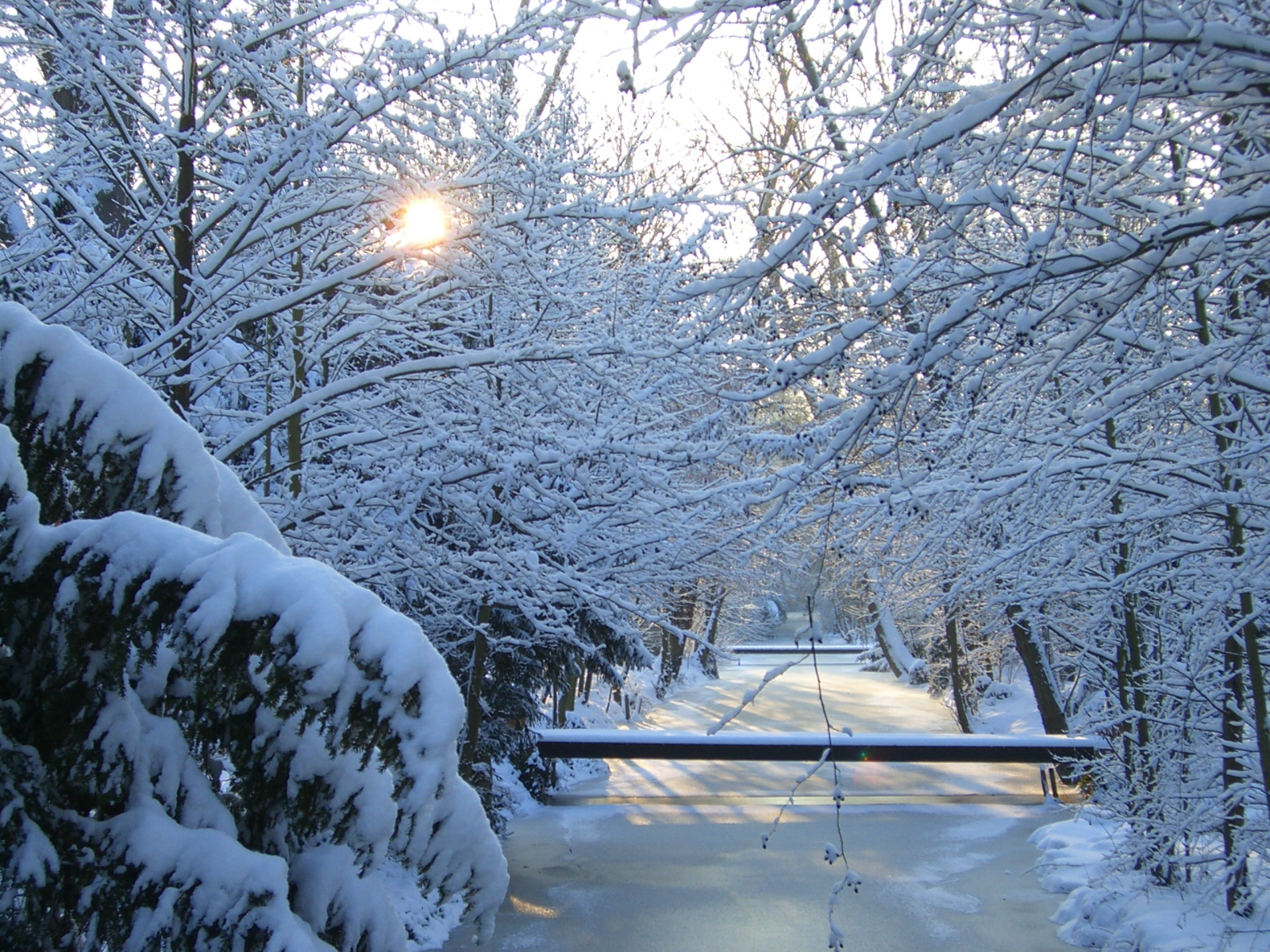
La Vesgre à Berchères-sur-Vesgre.

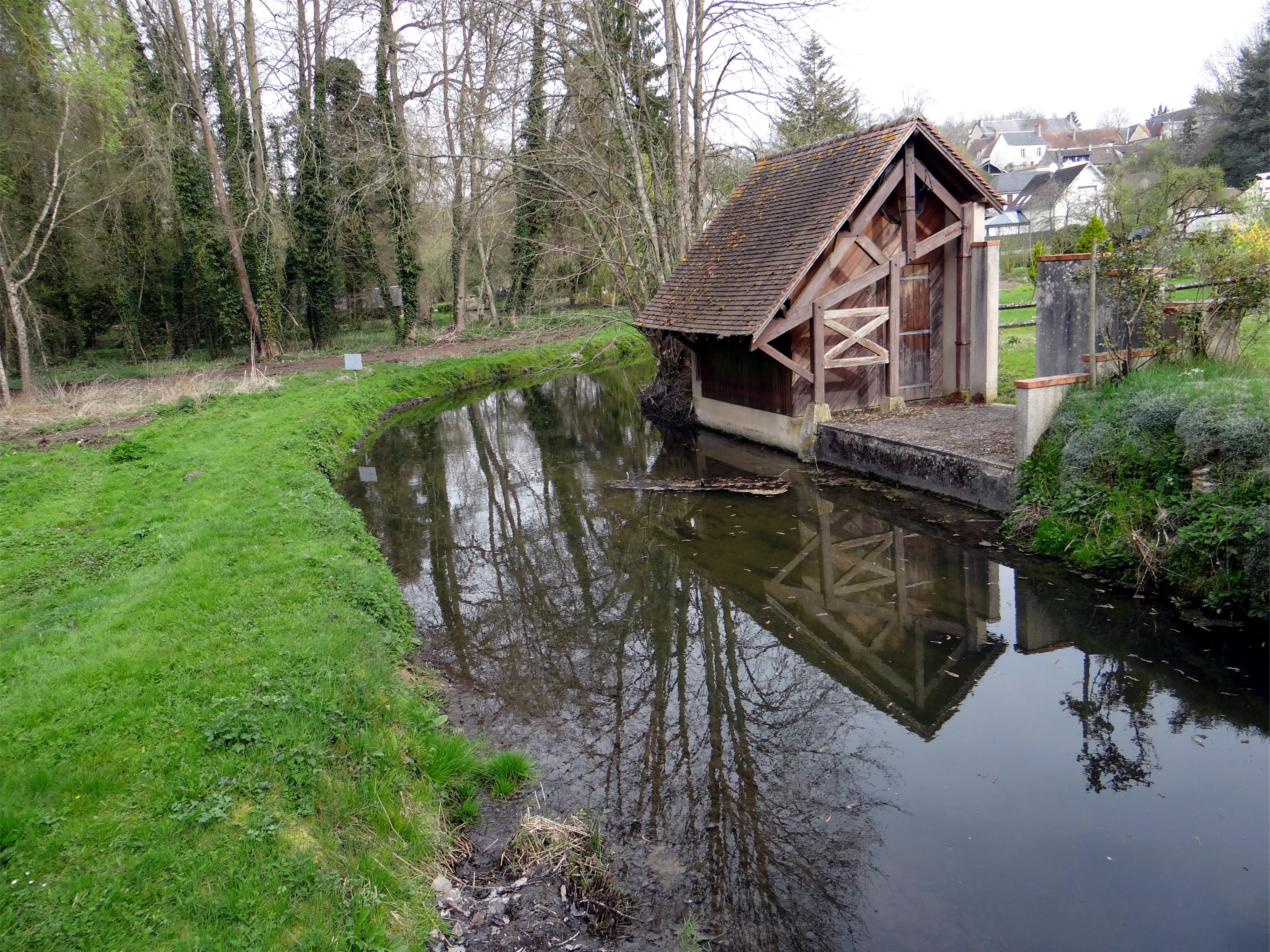
Lavoir sur le bord de la Voise à Levainville.

- Aigre[S 1] - Aqueduc de l'Avre[S 2] - Arcisses[S 3] - Aunay[S 4] - Avre[S 5]
- Berthe[S 6] - Rivière Berthelot[S 7] - Blaise[S 8] - Braye[S 9] - Buternay[S 10]
- Cloche[S 11] - Coinon[S 12] - Coisnon - Conie[S 13] - Rivières des Côtes[S 14]
- Donnette[S 15] - Drouette[S 16]
- Egvonne[S 17] - Erre[S 18] - Eure[S 19]
- Foussarde[S 20]
- Gohière[S 21] - Guesle[S 22] - Guéville[S 23]
- Huisne[S 24]
- Loir[S 25]
- Maltorne[S 26] - Meuvette[S 27] - Morte[S 28]
- Opton[S 29] - Ozanne[S 30]
- Paray[S 31] - Rivière Poulain[S 32] - Pluche[S 33]
- Rémarde[S 34] - Rhône[S 35] - Roguenette[S 36] - Roulebois[S 37]
- Sainte-Suzanne[S 38] - Sonnette[S 39]
- Thironne[S 40]
- Ruisseau de Vacheresses[S 41] - Val Roquet[S 42] - Vesgre[S 43] - Vinette[S 44] - Voise[S 45]
- Yerre[S 46]

selon le SANDRE

### Classement par fleuve et bassin versant
Les deux bassins versants d'Eure-et-Loir sont ceux de la Loire et de la Seine, :
- la Loire, 1 005,9 km[S 47],
  - la Maine, 11,5 km[S 49],
    - la Sarthe, 313,9 km[S 50],
      - l'Huisne, 164,3 km[S 24],
        - la Cloche, 22,7 km[S 11],
          - la Vinette, 6,5 km[S 44],
          - l'Arcisses[S 3],

        - la Corbionne, 24,8 km[S 51] (rivière de l'Orne),
          - la Donnette, 11,2 km[S 15],

        - l'Erre, 17,9 km[S 18],
        - la Rhône, 15,8 km[S 35],
          - la Berthe, 12,7 km[S 6],

        - le Val Roquet, 5,3 km[S 42]

      - le Loir, 317,4 km[S 25],
        - la Thironne, 26 km[S 40],
        - la Foussarde, 30,5 km[S 20],
        - la Vallée de Paray, 24,9 km[S 31], ou la Vallée de la Malorne[3],
        - l'Ozanne, 44 km[S 30],
          - le Sainte-Suzanne, 19,2 km[S 38],
            - la Sonnette, 13,5 km[S 39],

        - la Conie, 32,4 km[S 13],
        - l'Yerre, 48,7 km[S 46],
        - l'Egvonne, 24,2 km[S 17],
        - l'Aigre, 30,8 km[S 1],
        - la Braye, 75,1 km[S 9].

- la Seine, 774,8 km[S 48]
  - l'Aqueduc de l'Avre, 104,7 km[S 2],
  - l'Eure, 228,7 km[S 19]
    - l'Avre, 80,4 km[S 5],
      - le ruisseau du Buternay (rd), 24,1 km[S 10],
      - ruisseau de la Gohière (rd), 11 km[S 21]
      - la Meuvette (rd), 32,8 km[S 27],
      - la Pluche (rd), 12,5 km[S 33],
      - le Ruet (rg), 17,6 km[S 52] (rivière de l'Eure)

    - la Blaise, 49,1 km[S 8],
    - le Coinon, 21,8 km[S 12],
    - la Drouette, 39,7 km[S 16],
      - la Guéville, 17,2 km[S 23],
      - la Guesle, 17,2 km[S 22],

    - la Maltorne, 19,5 km[S 26],
    - le Roulebois, 3,8 km[S 37],
      - la Rivière des Côtes, 0,8 km[S 14],
      - le Ruisseau de Vacheresses, 31,9 km[S 41],

    - la Voise, 33 km[S 45]
      - l'Aunay, 11 km[S 4],
      - la Morte, 9,8 km[S 28]
      - la Rémarde, 19,2 km[S 34]

    - la Rivière Berthelot, 5,3 km[S 7],
    - la Rivière Poulain, 3,4 km[S 32],
    - la Roguenette, 14,1 km[S 36],
    - la Vesgre, 45 km[S 43],
      - l'Opton, 16,4 km[S 29],

## Hydrologie
La Banque Hydro a référencé les cours d'eau suivants : 

### Bassin versant de la Seine

#### Anciennes stations de mesures
- Le Coinon à Mainvilliers : de 1969 à 1985[BH 1]
- l'Eure à Ver-lès-Chartres : de 1969 à 1985[BH 2]
- la Blaise à Garnay : de 1974 à 2003[BH 3]

#### Stations en activité en 2017
Trois stations sont en activité en 2017 :
- la Drouette à Saint-Martin-de-Nigelles : depuis 1987[BH 4]
- l'Eure à :
  - Saint-Luperce : depuis 1965[BH 5]
  - Charpont : depuis 1984[BH 6]

### Bassin versant de la Loire

#### Anciennes stations de mesures
- la Conie à Conie-Molitard : Valainville de 1970 à 1985[BH 7]
- le Loir à Alluyes : de 1971 à 1987[BH 8]
- la Rhône à Nogent-le-Rotrou de 1971 à 1993[BH 9]
- la vallée de la Malorne à Bouville : de 1972 à 1993[BH 10]
- la vallée de Boncé à Montboissier : de 1972 à 1985[BH 11]
- l'Yerre à Saint-Denis-les-Ponts : de 1977 à 1994[BH 12]

#### Stations en activité en 2017
Treize stations sont en activité en 2017 : 
- l'Aigre à Romilly-sur-Aigre : depuis 1969[BH 13]
- la Cloche à Margon : depuis 2001[BH 14]
- la Conie à Conie-Molitard : Pont de Bleuet, depuis 1969[BH 15]
- l'Huisne à :
  - Margon : depuis 1850[BH 16]
  - Nogent-le-Rotrou : depuis 1972[BH 17]
- le Loir à : 
  - Saint-Avit-les-Guespières : depuis 1850[BH 18]
  - Saint-Maur-sur-le-Loir : depuis 1967[BH 19]
  - Bonneval : depuis 1850[BH 20]
  - Châteaudun : depuis 1850[BH 21]
  - Cloyes-sur-le-Loir : depuis 1850[BH 22]
- l'Ozanne à :
  - Brou : depuis 1850[BH 23]
  - Trizay-lès-Bonneval : depuis 1973[BH 24]
- l'Yerre à Saint-Hilaire-sur-Yerre : depuis 1993[BH 25]

## Syndicats de rivières ou organismes gestionnaires
- le syndicat mixte de la Drouette de la Voise et de ses affluents (SMDVA) issu de la fusion en 2024 du Syndicat mixte de la Voise (SMVA)  et du syndicat mixte des Trois Rivières - SM3R (Drouette, Guéville et Guesle), syndicat intercommunal qui réunit le syndicat de la Drouette (cinq communes adhérentes en Eure-et-Loir), le syndicat de Gazeran (onze communes) et le SIVOM de Rambouillet (quatre communes)[4].
- le syndicat intercommunal de la vallée d'Avre (SIVA), créé en 1967 avec vingt-quatre communes, compte depuis 1998 trente-trois communes, dont Dreux[5]. Ce syndicat, dont le siège est à Nonancourt, a émis le souhait en octobre 2007 d'évoluer vers un établissement public territorial de bassin (EPTB). Un schéma d'aménagement et de gestion des eaux (SAGE) est en cours et mis en œuvre depuis 2005 [6].
- Le syndicat du Bassin Versant des 4 Rivières issu de la fusion en 2017 du syndicat intercommunal de la Basse-Vesgre (SIBV) du syndicat de la vallée de la Blaise (SIBV) du syndicat intercommunal du cours-moyen de l'Eure (SICME) et du syndicat intercommunal de la rivière Eure première section (SIRE 1).